# Born in the U.S.A.
Cet article concerne l'album de Bruce Springsteen. Pour la chanson du même chanteur, voir Born in the U.S.A..
Albums de Bruce Springsteen
Nebraska
(1982) Live/1975-85
(1986)
Born in the U.S.A. est le septième album de Bruce Springsteen, sorti en 1984. Il est no 1 au classement des meilleurs albums du Billboard 200 durant 4 semaines. Cet album fait de Bruce Springsteen «une des plus grosses attractions rock au monde, voire la plus grosse», à l'époque. L’album s’écoule à 30 millions d’exemplaires dans le monde, dont plus de la moitié aux États-Unis. La tournée qui suit la sortie devient la plus lucrative de son temps. Le chanteur américain est accompagné dans cette tournée par son groupe, E Street Band. En France, le concert fin juin 1985 initialement envisagé au stade de Colombes est déplacé pour des raisons de sécurité, compte-tenu de l'affluence attendue, au parc Georges-Valbon, un site connu notamment pour accueillir la Fête de l'Humanité dans les années 1980, même si les billets émis portent toujours la mention du Stade de Colombes.
Cette période décisive dans le parcours du chanteur s'accompagne d'une transformation physique et de son look. Assez mince lors de son précédent passage en France, quatre ans auparavant, il a désormais les «biscotos saillants et le bandana noué au front». Il indique dans sa biographie que pour cet album et la tournée qui a suivi, « je me dis que j’ai tout simplement un look gay. Sûr que j’aurais été parfaitement à ma place dans n’importe quel bar cuir de Christopher Street ».
L'album est cité dans l'ouvrage de référence de Robert Dimery Les 1001 albums qu'il faut avoir écoutés dans sa vie, le magazine Rolling Stone le place en 86e position de son classement des 500 plus grands albums de tous les temps en 2012.
Cette même année, il reçoit le Grammy Hall of Fame Award.
La chanson éponyme Born in the U.S.A., véritable hymne dénonçant la Guerre du Viêt Nam, a été utilisée par le Parti républicain américain à des fins électorales sans le consentement de l'auteur qui en est outré. Born in the U.S.A., évoque une Amérique déçue par Ronald Reagan, qui se sert du morceau éponyme comme d'un hymne, d'où une profonde incompréhension du thème du morceau qui ennuie beaucoup The Boss. 
En 2004, le sénateur démocrate John Kerry choisit la chanson No Surrender lors de sa campagne pour l'élection présidentielle américaine. Bruce Springsteen soutient le sénateur lors de cette campagne.

## Liste des titres
| No  | Titre                  | Durée |
| --- | ---------------------- | ----- |
| 1.  | Born in the U.S.A.     | 4:39  |
| 2.  | Cover Me (en)          | 3:26  |
| 3.  | Darlington County      | 4:48  |
| 4.  | Working on the Highway | 3:11  |
| 5.  | Downbound Train (en)   | 3:35  |
| 6.  | I'm on Fire            | 2:36  |
| 7.  | No Surrender           | 4:00  |
| 8.  | Bobby Jean             | 3:46  |
| 9.  | I'm Goin' Down (en)    | 3:29  |
| 10. | Glory Days (en)        | 4:15  |
| 11. | Dancing in the Dark    | 4:01  |
| 12. | My Hometown (en)       | 4:33  |

## Singles
Les singles extraits de l'album furent :
- Cover me, no 7 aux États-Unis, N°4 au Royaume-Uni, no 2 sur les radios rock Album (Mainstream) américaines
- Dancing in the Dark, no 2 aux États-Unis, no 28 au Royaume-Uni
- Born in the U.S.A., no 9 aux États-Unis, no 5 au Royaume-Uni, no 8 sur les radios rock Album (Mainstream) américaines
- Glory Days, no 5 aux États-Unis, no 17 au Royaume-Uni, no 3 sur les radios rock Album (Mainstream) américaines
- I'm goin' down, no 9 aux États-Unis, no 9 sur les radios rock Album (Mainstream) américaines
- I'm on fire, no 6 aux États-Unis, no 4 sur les radios rock Album (Mainstream) américaines, no 6 sur les radios Aldultes Contemporains américaines
- My Hometown, no 6 aux États-Unis, no 9 au Royaume-Uni, no 6 sur les radios rock Album (Mainstream) américaines, no 1 en 1986 du classement Adult Contemporary américain[8].
- No Surrender, no 29 sur les radios rock Album (Mainstream) américaines
- Bobby Jean, no 36 sur les radios rock Album (Mainstream) américaines

## Musiciens

### The E Street Band
- Roy Bittan – synthétiseur, piano, voix
- Clarence Clemons – saxophone, percussions, voix
- Danny Federici – orgue, piano sur Born in the U.S.A.
- Bruce Springsteen – guitare, voix
- Garry Tallent – guitare basse, voix
- Steven Van Zandt – guitare, mandoline, voix
- Max Weinberg – batterie, voix

### Autres musiciens
- Richie "La Bamba" Rosenberg – voix sur Cover me et No Surrender
- Ruth Davis - voix sur My Hometown

## Classements hebdomadaires
| Classement (1984-85)          | Meilleure place |
| ----------------------------- | --------------- |
| États-Unis (Billboard 200)    | 1               |
| Canada (RPM)                  | 1               |
| Royaume-Uni (UK Albums Chart) | 1               |
| France (SNEP)                 | 2               |
| Pays-Bas (Mega Album Top 100) | 1               |
| Allemagne (Media Control AG)  | 1               |
| Autriche (Ö3 Austria Top 40)  | 1               |
| Suisse (Schweizer Hitparade)  | 1               |
| Suède (Sverigetopplistan)     | 1               |
| Norvège (VG-lista)            | 1               |
| Nouvelle-Zélande (RIANZ)      | 1               |

## Certifications
| Pays                    | Certification | Unités certifiées |
| ----------------------- | ------------- | ----------------- |
| Allemagne (BVMI)        | 2 × Platine   | 1 000 000         |
| Australie (ARIA)        | 14 × Platine  | 980 000           |
| Canada (Music Canada)   | Diamant       | 1 000 000         |
| Danemark (IFPI)         | 3 × Platine   | 60 000            |
| États-Unis (RIAA)       | 17 × Platine  | 17 000 000        |
| Finlande (IFPI)         | 2 × Platine   | 108 913           |
| France (SNEP)           | Platine       | 300 000           |
| Italie (FIMI)           | Platine       | 50 000            |
| Mexique (AMPROFON)      | Platine       | 250 000           |
| Nouvelle-Zélande (RMNZ) | 17 × Platine  | 255 000           |
| Royaume-Uni (BPI)       | 3 × Platine   | 900 000           |
| Suisse (IFPI)           | 3 × Platine   | 150 000           |

## Livre consacré à la chanson titre
Born in the USA - anatomie d'un mythe, écrit par Hugues Barrière. Paru en 2006 aux éditions Autour du Livre dans la collection « Cahiers du Rock ». 160p.  (ISBN 978-2916560-007) Ce livre raconte la singulière histoire de cette chanson, la plus connue de Bruce Springsteen et aussi la plus controversée.